# خودرو شهری

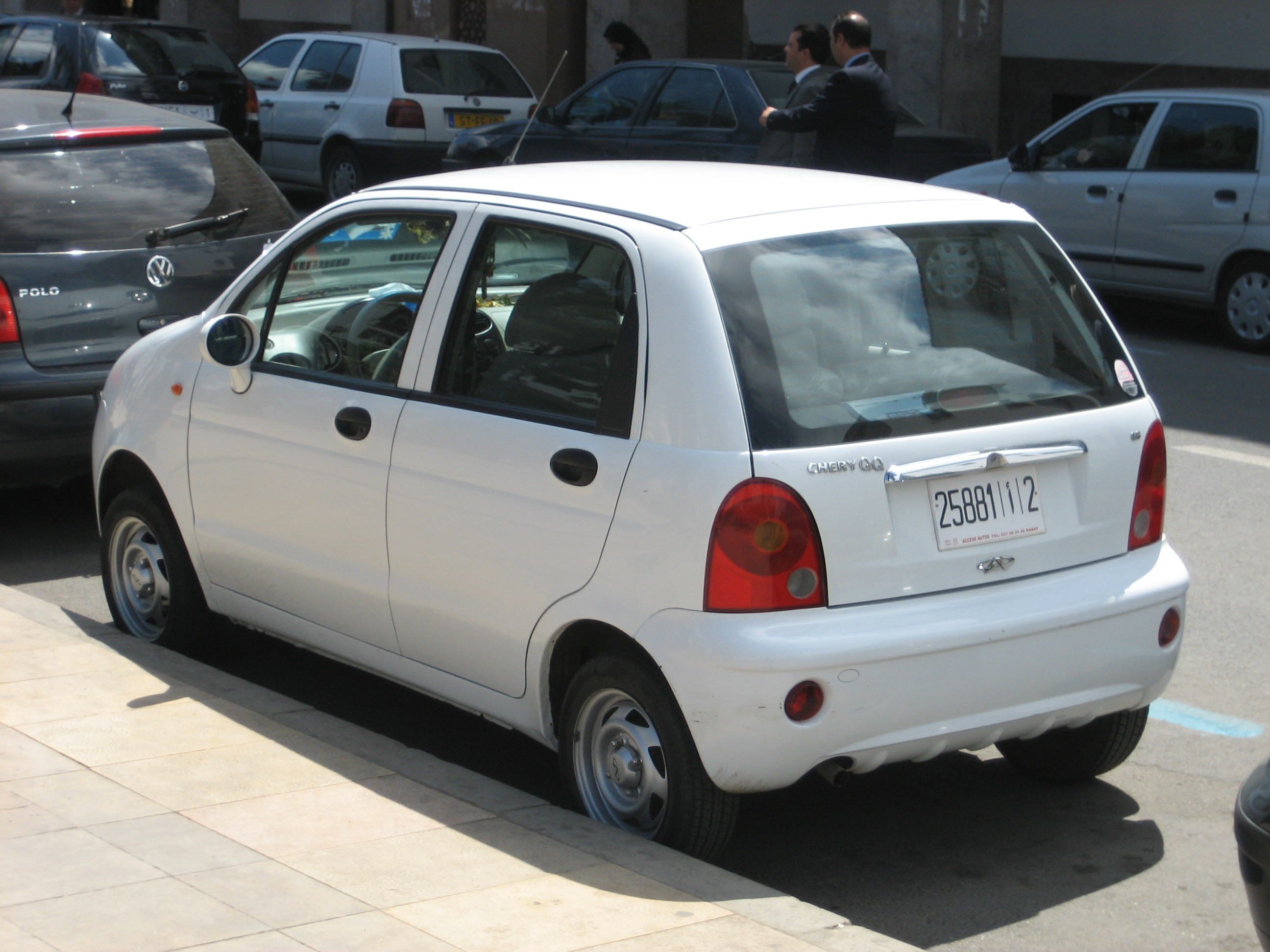
ام‌وی‌ام ۱۱۰ نمونه‌ای از خودروهای شهری

خودرو شهری یا خودروی درون‌شهری (به انگلیسی: City car) خودرویی کوچک و با توان میانه است که برای استفاده در مناطق شهری ساخته شده‌است. این کلاس از خودرو را با نامهای خودرو کامپکت کوچک در آمریکای شمالی و خودرو کی در ژاپن نیز می شناسند.
خودروی درون‌شهری دارای ۴ صندلیست و معمولاً به طول ۳،۴ تا ۳،۶ متر می‌باشد. این خودروها از دهه ۱۹۶۰ میلادی در اروپا به فروش رسیده‌اند و اکنون یکی از طبقه‌بندی‌های رسمی خودروها می‌باشند. بیشتر تولیدکنندگان بزرگ خودرو، یک یا حتی دو خودروی درون‌شهری را در خط تولید خود دارند. سرعت مناسب خودروهای درون‌شهری و ایمنی لازم، کارکرد نسبتاً امنی را برای شرایط استفاده در شهرها فراهم آورده.